# Robin Vane-Tempest-Stewart (8e marquis de Londonderry)
Pour les articles homonymes, voir Vane-Tempest-Stewart, Vane-Tempest, Vane (homonymie), Tempest et Stewart.
Edward Charles Stewart Robert Vane-Tempest-Stewart (18 novembre 1902 - 17 octobre 1955) est un pair britannique, titré 8e marquis de Londonderry et un homme politique.

## Biographie
Formé au Collège d'Eton, il est le fils unique de Charles Vane-Tempest-Stewart (7e marquis de Londonderry) et de son épouse, Edith Helen Chaplin.
Il travaille comme attaché honoraire à l'ambassade britannique à Rome et comme directeur de Londonderry Collieries, la société minière de charbon de la famille. Passionné de football, il est d'abord réalisateur puis président d'Arsenal de 1939 à 1946. Un portrait de lui peint en 1911 en tant que page lors du couronnement du roi George V et de la reine Mary par Philip de László est exposé à Mount Stewart, dans le comté de Down, le siège ancestral de Londonderry en Irlande du Nord.
Connu officiellement sous son titre de courtoisie vicomte Castlereagh et comme Robin par ses amis et sa famille, il est un orateur accompli et est député unioniste du comté de Down à la Chambre des communes de 1931 à 1945. Il succède à son père comme marquis en 1949.

## Mariage et famille
Il se marie le 31 octobre 1931 à St Martin-in-the-Fields avec Romaine Combe (décédée le 19 décembre 1951), fille du major Boyce Combe, de Farnham, Surrey, et a :
- Jane Antonia Frances Vane-Tempest-Stewart (née le 11 août 1932), qui épouse Max Rayne (en), baron Rayne en 1965. Elle est l'une des demoiselles d'honneur de la reine Élisabeth II au couronnement de 1953 [1]
- Annabel Vane-Tempest-Stewart (en) (née le 13 juin 1934)
- Alistair Vane-Tempest-Stewart (9e marquis de Londonderry) (7 septembre 1937-20 juin 2012)

Lord Londonderry est un hôte célèbre et un plaisantin, ayant décoré une fois le sapin de Noël de Wynyard avec des préservatifs pour surprendre un clerc en visite. C'est un mari attentif et un père dévoué, divertissant sa famille avec des histoires et des contes. Considéré également comme un peu excentrique, à une occasion Lord Londonderry s'est couché après quelques verres de trop, lorsque Ruth Graham, l'épouse de l'évangéliste américain Billy Graham, vient l'appeler. Bien qu'informée que Sa Seigneurie est "indisposée", Mme Graham insiste pour être admise dans sa chambre, ayant "fait tout le chemin sur le compte de Billy". Elle est dûment annoncée. Lord Londonderry jette les draps de lit et cria: «Entre .
Il a une relation maladroite et distante avec ses parents, en particulier son père. Les deux hommes ont pris des positions opposées lors de conflits du travail impliquant les mines de charbon familiales, notamment pendant la grève générale de 1926. Lorsqu'il épouse Romaine, la fille d'un brasseur, sa famille considère l'union avec dédain. C'est un mariage heureux à tous égards, mais une tragédie a frappé lorsque Lady Londonderry est décédée d'un cancer en 1951 et que son mari a plongé dans la dépression et l'alcoolisme .
Lord Londonderry est décédé d'une insuffisance hépatique le 17 octobre 1955, à 52 ans. Il est enterré aux côtés de sa femme à Wynyard Park et tous deux sont ensuite enterrés à nouveau dans le caveau familial de Londonderry à l'église St Mary, à Long Newton, dans le comté de Durham.